# Mark McManus
Pour les articles homonymes, voir McManus.
Mark McManus, né le 21 février 1935 à Hamilton et mort le 6 juin 1994 à Glasgow d'une pneumonie, est un acteur écossais.
Dans les années 1960, il débute en Australie en jouant des rôles pour le théâtre amateur, puis il joue dans des séries télévisées. Il devient célèbre en jouant le rôle de l'inspecteur Jim Taggart.

## Biographie
Mark McManus est né à Hamilton, en Écosse, et a déménagé à Hillingdon à Londres, en Angleterre, à l'âge de trois ans, jusqu'à ce qu'il déménage à nouveau à l'âge de 16 ans en Australie, où il joue dans des groupes de théâtre amateur ce qui l'amène à devenir un acteur professionnel. Il est apparu dans la série télévisée pour enfants Skippy le kangourou et a fait une apparition dans le drame policier australien de longue date Homicide (en). Il a également joué dans le long métrage de Tim Burstall (en) 2000 Weeks (en) (1969), le premier long métrage australien réalisé en Australie depuis Jedda de Charles Chauvel en 1954.
McManus est retourné au Royaume-Uni en 1971 et connu un public plus large lorsqu'il a joué des rôles tels que Harry Carter dans The Brothers (en) et Sam Wilson, un mineur de charbon dans la série télévisée Sam (en) de 1973.
Il a eu de différents emplois dans sa vie : commis, jardinier, docker, boxeur…

### Vie privée
Mark épouse Marion McManus en 1985. La famille McManus adopte Brian Connolly, les deux hommes ont perçu une ressemblance entre eux et ont supposé que le père de McManus était également celui de Connolly.

### Mort
Mark McManus buvait beaucoup et, après plusieurs années de santé déclinante, est décédé d'une maladie liée à sa consommation d'alcool. Il a été hospitalisé pour une jaunisse sévère en mai 1994, et est décédé à Glasgow d'une pneumonie provoquée par une insuffisance hépatique, le 6 juin 1994, à l'âge de 59 ans, huit mois après la mort de son épouse Marion. Au cours des deux dernières années de sa vie, McManus avait également perdu sa mère, son frère et ses deux sœurs. L'acteur a été la première personne à recevoir à titre posthume le lord-prévôt de Glasgow Award for Performing Arts.
Le dernier épisode de Taggart de McManus était « Prayer for the Dead » (1995). Après la mort de McManus en 1994, son personnage a reçu des funérailles à l'antenne dans l'épisode de la onzième saison, « Black Orchid ». Dans le même épisode, le personnage de Michael Jardine a été promu au rang d'inspecteur en chef.

## Filmographie

### Théâtre
- 1971 : Homme pour homme : Sacristain / Soldat / Adorateur
- 1971 : The Changing Room (en) : Colin Jagger
- 1971 : Lear (en) : Le garçon du fossoyeur
- 1973 : Cromwell : Matthew
- 1973 : The Sea (en) : Hollarcut
- 1975 : The Widowing of Mrs. Holroyd (en) : Blackmore
- 1976 : Troïlus et Cressida : Achilles
- 1976 : Four to One : David
- 1976 : Tamerlan le Grand : Amyras
- 1977 : Jules César : Marc Antoine
- 1977 : The Passion : Jésus
- 1977 : The Madras House : M. Brigstock
- 1978 : The World Turned Upside Down : Gerard Winstanley / Capitaine des mousquetaires
- 1978 : The Putney Debates : William Goffe
- 1978 : Herod : Archange / Armiger
- 1979 : The Long Voyage Home : Olson
- 1980 : Les Sorcières de Salem : John Proctor

### Cinéma
- 1969 : 2000 Weeks (en) de Tim Burstall (en) : Will Gardiner
- 1970 : L'Homme qui sortait du bagne (en) de Philip Leacock : Nobby
- 1970 : Ned Kelly de Tony Richardson : Joe Byrne

### Télévision

#### Téléfilms
- 1963 : Ballad for One Gun (en) : Dan Kelly (en)
- 1963 : Concord of Sweet Sounds (en) : Bill
- 1976 : Benny Lynch : Benny Lynch
- 1976 : Rogue Male (en) : Vaner
- 1979 : Brecht and Co : Membre de la compagnie de Brecht / Galy Gay / Wang
- 1981 : The Long and the Short and the Tall : Sergent Mitchem
- 1983 : Gunfight at the Joe Kaye Corral : Archie
- 1986 : Four to One : David
- 1987 : Double Scotch & Wry : James Taggart

#### Séries télévisées
- 1966 : Homicide (en) : Malcolm Wills (saison 3, épisode 8)
- 1966 : Wednesday Theatre (en) : Sebastian (en) (saison 2, épisode 41 : Twelfth Night (en))
- 1966 - 1967 : Wandjina! (en) : Donald MacPherson (épisodes 1 et 7)
- 1968 : Skippy le kangourou : Ted (saison 1, épisode 19)
- 1968 : The Battlers (en) : Tolly McCall (principal)
- 1969 : Dynasty : Peter Mason (pilote)
- 1969 : The Rovers (en) : Jack Webster (saison 1, épisode 15)
- 1970 : Shadows of Fear (en) : Cox (saison 1, épisode 1)
- 1970 : Dr. Finlay's Casebook (en) : Eric Calder (saison 8, épisode 11)
- 1971 : Man at the Top (en) : Dennis Rossela (saison 1, épisodes 4 et 9)
- 1971 : Thirty-Minute Theatre (en) : Mick (saison 7, épisode 4)
- 1972 : Pathfinders  (en) : Sergent de section Joe Carson (épisode 5)
- 1972 : Stage 2 (épisode 2)
- 1972 : Colditz : Lieutenant Cameron (saison 1, épisode 1)
- 1972 : Crown Court (en) : Harry Bryant (saison 1, épisodes 7 à 9)
- 1973 : The Brothers (en) : Harry Carter (principal, saison 2)
- 1973 - 1975 : Sam (en) : Sam Wilson (principal, saison 2 et 3)
- 1974 : The Stars Look Down (en) (mini-série télévisée)
- 1975 : 2nd House : Acteur en nœuds (saison 2, épisode 10)
- 1976 : Jackanory (en) : Narrateur (saison 15, épisodes 56 à 60)
- 1977 : The Foundation : Bill Wood (saison 2, épisodes 4 à 10)
- 1978 : Target (en) : Wilson (saison 2, épisode 5)
- 1980 : Bull Week (mini-série télévisée) : Johnny Kowal (principal)
- 1980 - 1985 : Strangers (en) : Jack Lambie (saison 3 à 5)
- 1982 : Union Castle (en) : Charles Winzer (épisode 3)
- 1983 - 1994 : Taggart : James Taggart (principal)
- 1983 : Killer (mini-série télévisée) : James Taggart (principal, saisons 1 à 11)
- 1985 : Bulman (en) : Jack Lambie (saison 1, épisodes 1, 2 et 13)
- 1988 : Minder (en) : Dixon (saison 7, épisode 1)
- 1988 : Dramarama : Bobby Soutar (saison 6, épisode 2)